# Athysanella catamara
Athysanella catamara är en insektsart som beskrevs av Blocker 1990. Athysanella catamara ingår i släktet Athysanella och familjen dvärgstritar. Inga underarter finns listade i Catalogue of Life.